# Lijst van voetbalinterlands Malawi - Zambia
Deze lijst van voetbalinterlands is een overzicht van alle officiële voetbalwedstrijden tussen de nationale teams van Malawi en Zambia. De landen hebben tot op heden 67 keer tegen elkaar gespeeld. De eerste ontmoeting, een vriendschappelijke wedstrijd, vond plaats op 30 augustus 1969 in Lusaka. Het laatste duel, een vriendschappelijke wedstrijd, werd gespeeld in Lilongwe op 26 maart 2024.

## Wedstrijden
| №  | Plaats     | Datum             | Competitie                          | Wedstrijd       | Uitslag |
| -- | ---------- | ----------------- | ----------------------------------- | --------------- | ------- |
| 1  | Lusaka     | 30 augustus 1969  | Vriendschappelijk                   | Zambia − Malawi | 4 − 0   |
| 2  | Lusaka     | 31 augustus 1969  | Vriendschappelijk                   | Zambia − Malawi | 5 − 0   |
| 3  | Lusaka     | 2 september 1969  | Vriendschappelijk                   | Zambia − Malawi | 7 − 0   |
| 4  | Lilongwe   | 20 maart 1971     | Vriendschappelijk                   | Malawi − Zambia | 1 − 3   |
| 5  | Lilongwe   | 23 maart 1971     | Vriendschappelijk                   | Malawi − Zambia | 0 − 3   |
| 6  | Lusaka     | 14 september 1975 | Afrika Cup 1976 kwalificatie        | Zambia − Malawi | 3 − 3   |
| 7  | Zomba      | 28 september 1975 | Afrika Cup 1976 kwalificatie        | Malawi − Zambia | 1 − 6   |
| 8  | Lusaka     | 9 mei 1976        | WK 1978 kwalificatie                | Zambia − Malawi | 4 − 0   |
| 9  | Blantyre   | 30 mei 1976       | WK 1978 kwalificatie                | Malawi − Zambia | 0 − 1   |
| 10 | Mogadishu  | 2 december 1977   | CECAFA Cup 1977                     | Malawi − Zambia | 1 − 0   |
| 11 | Lilongwe   | 18 juni 1978      | Vriendschappelijk                   | Malawi − Zambia | 1 − 2   |
| 12 | Lusaka     | 25 juni 1978      | Vriendschappelijk                   | Zambia − Malawi | 0 − 0   |
| 13 | Lilongwe   | 11 november 1978  | CECAFA Cup 1978                     | Malawi − Zambia | 2 − 1   |
| 14 | Lilongwe   | 19 november 1978  | CECAFA Cup 1978                     | Malawi − Zambia | 3 − 2   |
| 15 | Blantyre   | 15 april 1979     | Afrika Cup 1980 kwalificatie        | Malawi − Zambia | 0 − 2   |
| 16 | Ndola      | 29 april 1979     | Afrika Cup 1980 kwalificatie        | Zambia − Malawi | 2 − 0   |
| 17 | Lusaka     | 4 mei 1980        | Vriendschappelijk                   | Zambia − Malawi | 1 − 1   |
| 18 | Blantyre   | 15 juni 1980      | Vriendschappelijk                   | Malawi − Zambia | 2 − 0   |
| 19 | Port Sudan | 22 november 1980  | CECAFA Cup 1980                     | Zambia − Malawi | 3 − 2   |
| 20 | Khartoem   | 27 november 1980  | CECAFA Cup 1980                     | Malawi − Zambia | 1 − 0   |
| 21 | Harare     | 19 april 1981     | Vriendschappelijk                   | Malawi − Zambia | 2 − 1   |
| 22 | Lilongwe   | 15 februari 1984  | Vriendschappelijk                   | Malawi − Zambia | 0 − 1   |
| 23 | Kampala    | 15 december 1984  | CECAFA Cup 1984                     | Zambia − Malawi | 3 − 0   |
| 24 | Ndola      | 23 maart 1985     | Vriendschappelijk                   | Zambia − Malawi | 1 − 1   |
| 25 | Lusaka     | 25 maart 1985     | Vriendschappelijk                   | Zambia − Malawi | 2 − 2   |
| 26 | Bulawayo   | 6 oktober 1985    | CECAFA Cup 1985                     | Zambia − Malawi | 2 − 2   |
| 27 | Blantyre   | 21 juni 1986      | Vriendschappelijk                   | Malawi − Zambia | 0 − 2   |
| 28 | Lilongwe   | 22 juni 1986      | Vriendschappelijk                   | Malawi − Zambia | 0 − 1   |
| 29 | Lusaka     | 5 april 1987      | Afrikaanse Spelen 1987 kwalificatie | Zambia − Malawi | 3 − 1   |
| 30 | Blantyre   | 19 april 1987     | Afrikaanse Spelen 1987 kwalificatie | Malawi − Zambia | 2 − 0   |
| 31 | Blantyre   | 6 juli 1988       | Vriendschappelijk                   | Malawi − Zambia | 1 − 0   |
| 32 | Lilongwe   | 8 juli 1988       | Vriendschappelijk                   | Malawi − Zambia | 0 − 1   |
| 33 | Mzuzu      | 10 juli 1988      | Vriendschappelijk                   | Malawi − Zambia | 0 − 0   |
| 34 | Lusaka     | 3 augustus 1988   | Vriendschappelijk                   | Zambia − Malawi | 4 − 1   |
| 35 | Blantyre   | 19 november 1988  | CECAFA Cup 1988                     | Malawi − Zambia | 1 − 3   |
| 36 | Nairobi    | 9 december 1989   | CECAFA Cup 1989                     | Malawi − Zambia | 0 − 0   |
| 37 | Kampala    | 1 december 1991   | CECAFA Cup 1991                     | Zambia − Malawi | 0 − 0   |
| 38 | Blantyre   | 30 december 1991  | Vriendschappelijk                   | Malawi − Zambia | 0 − 2   |
| 39 | Mwanza     | 19 november 1992  | CECAFA Cup 1992                     | Malawi − Zambia | 1 − 0   |
| 40 | Lilongwe   | 27 maart 1993     | Vriendschappelijk                   | Malawi − Zambia | 1 − 0   |
| 41 | Lusaka     | 20 mei 1993       | Vriendschappelijk                   | Zambia − Malawi | 1 − 1   |
| 42 | Lusaka     | 22 mei 1993       | Vriendschappelijk                   | Zambia − Malawi | 0 − 1   |
| 43 | Lusaka     | 24 mei 1993       | Vriendschappelijk                   | Zambia − Malawi | 4 − 2   |
| 44 | Blantyre   | 12 februari 1994  | Vriendschappelijk                   | Malawi − Zambia | 0 − 3   |
| 45 | Blantyre   | 13 februari 1994  | Vriendschappelijk                   | Malawi − Zambia | 0 − 2   |
| 46 | Lusaka     | 9 oktober 1994    | Vriendschappelijk                   | Zambia − Malawi | 2 − 1   |
| 47 | Blantyre   | 11 mei 1996       | Vriendschappelijk                   | Malawi − Zambia | 0 − 2   |
| 48 | Blantyre   | 12 mei 1996       | Vriendschappelijk                   | Malawi − Zambia | 1 − 1   |
| 49 | Blantyre   | 25 januari 1997   | Afrika Cup 1998 kwalificatie        | Malawi − Zambia | 0 − 2   |
| 50 | Lusaka     | 20 april 1997     | COSAFA Cup 1997                     | Zambia − Malawi | 4 − 0   |
| 51 | Lusaka     | 13 juli 1997      | Afrika Cup 1998 kwalificatie        | Zambia − Malawi | 3 − 1   |
| 52 | Blantyre   | 10 januari 1998   | COSAFA Cup 1998                     | Malawi − Zambia | 0 − 1   |
| 53 | Lusaka     | 12 maart 2000     | Vriendschappelijk                   | Zambia − Malawi | 1 − 1   |
| 54 | Lusaka     | 13 maart 2000     | Vriendschappelijk                   | Malawi − Zambia | 0 − 1   |
| 55 | Blantyre   | 10 augustus 2002  | COSAFA Cup 2002                     | Malawi − Zambia | 1 − 0   |
| 56 | Blantyre   | 17 mei 2003       | Vriendschappelijk                   | Malawi − Zambia | 0 − 1   |
| 57 | Blantyre   | 16 augustus 2003  | COSAFA Cup 2003                     | Malawi − Zambia | 1 − 1   |
| 58 | Kitwe      | 22 mei 2004       | Vriendschappelijk                   | Zambia − Malawi | 0 − 2   |
| 59 | Lusaka     | 12 juni 2005      | COSAFA Cup 2005                     | Zambia − Malawi | 2 − 1   |
| 60 | Windhoek   | 22 juli 2006      | COSAFA Cup 2006                     | Malawi − Zambia | 1 − 3   |
| 61 | Blantyre   | 6 juli 2012       | Vriendschappelijk                   | Malawi − Zambia | 1 − 0   |
| 62 | Lusaka     | 10 mei 2015       | Vriendschappelijk                   | Zambia − Malawi | 2 − 0   |
| 63 | Phokeng    | 29 mei 2015       | COSAFA Cup 2015                     | Zambia − Malawi | 0 − 1   |
| 64 | Durban     | 2 juni 2019       | COSAFA Cup 2019                     | Zambia − Malawi | 2 − 2   |
| 65 | Lusaka     | 7 oktober 2020    | Vriendschappelijk                   | Zambia − Malawi | 1 − 0   |
| 66 | Durban     | 6 juli 2023       | COSAFA Cup 2023                     | Zambia − Malawi | 0 − 1   |
| 67 | Lilongwe   | 26 maart 2024     | Vriendschappelijk                   | Malawi − Zambia | 1 − 2   |

## Samenvatting
| Competitie                     | Totaal gespeeld | Winst Malawi | Gelijk | Winst Zambia | Doelsaldo Malawi – Zambia |
| ------------------------------ | --------------- | ------------ | ------ | ------------ | ------------------------- |
| WK-kwalificatie                | 2               | 0            | 0      | 2            | 0 − 5                     |
| Afrika Cup-kwalificatie        | 6               | 0            | 1      | 5            | 5 − 18                    |
| COSAFA Cup                     | 9               | 3            | 2      | 4            | 8 − 13                    |
| CECAFA Cup                     | 11              | 5            | 3      | 3            | 13 − 14                   |
| Afrikaanse Spelen-kwalificatie | 2               | 1            | 0      | 1            | 3 − 3                     |
| Vriendschappelijk              | 37              | 7            | 8      | 22           | 24 − 63                   |
| Totaal                         | 67              | 16           | 14     | 37           | 53 − 116                  |

FAM · 
Bondscoaches · 
Topscorers · 
Malawisch vrouwenelftal
1962 - 1969 · 
1970 - 1979 · 
1980 - 1989 · 
1990 - 1999 · 
2000 – 2009 · 
2010 – 2019 ·
2020 − 2029
Algerije ·
Angola ·
Bangladesh ·
Benin ·
Botswana ·
Burkina Faso ·
Burundi ·
Comoren ·
Congo-Brazzaville ·
Congo-Kinshasa ·
Djibouti ·
Egypte ·
Equatoriaal-Guinea ·
Eritrea ·
Ethiopië ·
Gabon ·
Ghana ·
Guinee ·
Ivoorkust ·
Jemen ·
Kameroen ·
Kenia ·
Lesotho ·
Liberia ·
Libië ·
Madagaskar ·
Mali ·
Marokko ·
Mauritius ·
Mozambique ·
Namibië ·
Nigeria ·
Oeganda ·
Rwanda ·
Sao Tomé en Principe ·
Senegal ·
Seychellen ·
Sierra Leone ·
Soedan ·
Somalië ·
Swaziland ·
Tanzania ·
Togo ·
Tsjaad ·
Tunesië ·
Zambia ·
Zimbabwe ·
Zuid-Afrika ·
Zuid-Soedan
FAZ · 
A-internationals · 
Selecties · 
Statistieken · 
Zambiaans vrouwenelftal · 
Olympisch elftal · 
Zambia U21 · 
Zambia U20 · 
Zambia U18 · 
Zambia U17
1964 – 1979 ·
1980 – 1989 ·
1990 – 1999 ·
2000 – 2009 ·
2010 – 2019 ·
2020 − 2029
1964 ·
1965 ·
1966 ·
1967 ·
1968 ·
1969 ·
1970 ·
1971 ·
1972 ·
1973 ·
1974 ·
1975 ·
1976 ·
1977 ·
1978 ·
1979 ·
1980 ·
1981 ·
1982 ·
1983 ·
1984 ·
1985 ·
1986 ·
1987 ·
1988 ·
1989 ·
1990 ·
1991 ·
1992 ·
1993 ·
1994 ·
1995 ·
1996 ·
1997 ·
1998 ·
1999 ·
2000 ·
2001 ·
2002 ·
2003 ·
2004 ·
2005 ·
2006 ·
2007 ·
2008 ·
2009 ·
2010 ·
2011 ·
2012 ·
2013 ·
2014 ·
2015 ·
2016 ·
2017 ·
2018 ·
2019 ·
2020 ·
2021 ·
2022
Algerije · 
Angola ·
België ·
Benin ·
Botswana ·
Brazilië ·
Burkina Faso ·
Burundi ·
Chili ·
China ·
Comoren ·
Congo-Brazzaville ·
Congo-Kinshasa ·
Djibouti ·
Ecuador ·
Egypte ·
Equatoriaal-Guinea ·
Ethiopië ·
Gabon ·
Gambia ·
Ghana ·
Guinee ·
Guinee-Bissau ·
Honduras ·
India ·
Irak ·
Iran ·
Israël ·
Ivoorkust ·
Jamaica ·
Japan ·
Jemen ·
Jordanië ·
Kaapverdië ·
Kameroen ·
Kenia ·
Koeweit ·
Lesotho ·
Liberia ·
Libië ·
Madagaskar ·
Malawi ·
Mali ·
Marokko ·
Mauritanië ·
Mauritius ·
Mozambique ·
Namibië ·
Niger ·
Nigeria ·
Noord-Korea ·
Oeganda ·
Oman ·
Rwanda ·
Saoedi-Arabië ·
Senegal ·
Seychellen ·
Sierra Leone ·
Soedan ·
Somalië ·
Swaziland ·
Tanzania ·
Togo ·
Tsjaad ·
Tunesië ·
Zimbabwe ·
Zuid-Afrika ·
Zuid-Korea
Ivoorkust (2012)